# Нижегородский сельсовет
Нижегородский сельсовет — муниципальное образование (сельское поселение) в составе Дальнеконстантиновского района Нижегородской области.
Административный центр — посёлок Нижегородец.

## История
Статус и границы сельского поселения установлены Законом Нижегородской области от 15 июня 2004 года № 60-З «О наделении муниципальных образований - городов, рабочих посёлков и сельсоветов Нижегородской области статусом городского, сельского поселения».

## Население
| 2002  | 2010  | 2012  | 2013  | 2014  | 2015  | 2016  |
| ----- | ----- | ----- | ----- | ----- | ----- | ----- |
| 2025  | ↘1977 | ↗2024 | ↘2023 | ↗2028 | ↘1953 | ↘1940 |
| 2017  | 2018  | 2019  | 2020  | 2021  |       |       |
| ↘1913 | ↘1836 | ↘1804 | ↘1767 | ↗2097 |       |       |

## Состав сельского поселения
| № | Населённый пункт    | Тип населённого пункта          | Население |
| - | ------------------- | ------------------------------- | --------- |
| 1 | Борисово-Покровское | село                            | ↘60       |
| 2 | Бугры               | деревня                         | ↗69       |
| 3 | Вышка               | деревня                         | ↘47       |
| 4 | Кремёнки            | деревня                         | ↘12       |
| 5 | Криуша              | деревня                         | ↗49       |
| 6 | Нижегородец         | посёлок, административный центр | ↘1676     |
| 7 | Новая Владимировка  | деревня                         | ↘42       |
| 8 | Юловка              | деревня                         | ↘22       |